# البجاوي (وشحة)

تعديل مصدري - تعديل

البجاوي هي إحدى قرى عزلة بنى سعد بمديرية وشحة التابعة لمحافظة حجة، بلغ تعداد سكانها 313 نسمة حسب تعداد اليمن لعام 2004.